# Drug and Chemical Toxicology
Drug and Chemical Toxicology, abgekürzt Drug Chem. Toxicol., ist eine wissenschaftliche Zeitschrift, die vom Taylor & Francis-Verlag veröffentlicht wird. Die Zeitschrift wurde im Jahr 1978 gegründet. Derzeit erscheint sie vierteljährlich. Es werden Artikel veröffentlicht, die sich mit Fragen der Toxikologie beschäftigen.
Der Impact Factor lag im Jahr 2020 bei 3,356. Nach der Statistik des Web of Science wurde das Journal 2020 in der Kategorie multidisziplinäre Chemie an 82. Stelle von 178 Zeitschriften, in der Kategorie Pharmakologie und Pharmazie an 142. Stelle von 276 Zeitschriften und in der Kategorie Toxikologie an 47. Stelle von 93 Zeitschriften geführt.
Chefredakteur ist Marc A. Williams, Baltimore, Vereinigte Staaten von Amerika.